# Диселенид натрия
Диселенид натрия — бинарное неорганическое соединение
натрия и селена с формулой Na2Se2,
тёмно-серые кристаллы,
растворяется в воде.

## Получение
- Сплавление стехиометрических количеств селенида натрия и селена:

{\displaystyle {\mathsf {Na_{2}Se+Se\ {\xrightarrow {500^{o}C}}\ Na_{2}Se_{2}}}}

## Физические свойства
Диселенид натрия образует тёмно-серые гигроскопичные кристаллы
гексагональной сингонии,
пространственная группа P 63/mmc,
параметры ячейки a = 0,4685 нм, c = 1,0530 нм, Z = 2.
Хорошо растворяется в воде с образованием растворов красного цвета, которые на воздухе быстро разлагаются с выделением селена.